# Tenchi nage
Tenchi nage (jap. 天地投げ; dt. „Himmel-und-Erde-Wurf“) ist eine Basistechnik in der Kampfkunst Aikidō.
Die Bezeichnung beschreibt in einer Analogie, dass die wirksamen Angriffskräfte in zwei Richtungen gebrochen werden: nach oben zum Himmel und nach unten zur Erde. 
Bei optimaler Anwendung wird die gesamte kinetische Energie des Angreifers auf diesen zurückgeworfen. Diese Wirkung entsteht dadurch, dass die ursprünglich frontale Angriffsrichtung vom Aikidōka (Aikidō Praktizierender) seitlich umgangen wird und er dabei den Angreifer auf der seiner eigenen Position gegenüberliegenden Seite des Kopfs auf Schulterhöhe blockiert, während sich gleichzeitig die Position des zweiten Arms auf Hüfthöhe des Angreifers befindet. Diese Stellung zwingt den Angreifer in eine seitwärts gerichtete Haltung. 
Entscheidend dabei sind die Handstellung und die Bewegungsrichtung der Arme des Verteidigers: Beide Handflächen weisen nach außen. Der obere Arm über der Schulter des Angreifers führt eine mit der Handfläche nach außen gerichtete Abwärtsbewegung aus. Der zweite Arm wird synchron mit dem Körper des Aikidōkas nach vorne geschoben. 
Aufgrund der nach außen gerichteten Handflächen entfaltet sich die Kraftprojektion entgegen dem Angreifer. Dabei kollidieren die Kräfte nicht. Sie wirken vielmehr durch die Kinetik in der Summe beider Energien vollständig auf den Angreifer zurück.
Die Ausführung und die Wirkung variieren bei anderen Angriffsformen kaum, da immer die Angriffsenergie diagonal geteilt wird und auf den Angreifer zurückwirkt. 

## Ursprung aus dem Schwertkampf
Das japanische Schwert Katana wird traditionell mit beiden Händen gehalten. Tenchi nage ist dabei abgeleitet vom zweihändig ausgeführten Stich mit dem Schwert ins Zentrum des Kontrahenten (Chūdan zuki), bzw. zu dessen Hals (Jōdan zuki). 

## Ausführung mit Schwert oder Bokken
Die Abwehr eines Angriffs mit Schwert oder Bokken erfolgt, in dem der Aikidōka nach dem Ausweichen mit der einen Hand das Schwert am Griff zwischen den Händen des Angreifers fasst. Mit dem zweiten Arm wird unmittelbar eine Abwehrbewegung frontal ins Gesicht (vergl. Shinken waza) mit Wirkung auf den Hals, resp. seitlich mit nach außen gerichteter Handfläche am Kopf vorbeigeführt. Der Aikidōka bewegt dabei seinen gesamten Körper seitlich-frontal am Angreifer vorbei. 
Die Wucht der Angriffsbewegung wird durch das Ausweichen neutralisiert und mit den Gegenmaßnahmen entgegen der Angriffsrichtung seitlich geschnitten.

## Ausführung ohne Schwert oder Bokken
Die Ausführung der Technik erfolgt ohne Schwert, respektive Bokken, in analoger Weise: Der Aikidōka positioniert sich zur Ausführung der Technik mittels Ausweich- und Eintrittsbewegungen günstig seitlich des Angreifers. Er fasst diesen wahlweise mit seiner dem Angreifer abgewandten Hand am Handgelenk, Unter- oder Oberarm des Angreifers.  
Er blockiert dabei die gesamte Vorwärtsbewegung des Angreifers nicht, sondern führt während der Harmonisierung der eigenen Bewegung mit derjenigen des Angreifers seinen zweiten Arm über dessen Schulter. 
Wenn es während dieser Eingangsbewegung zur vollständigen Berührung beider Körper kommt, wirkt die Technik hauptsächlich aufgrund des tieferliegenden Schwerpunkts des Aikidokas auf Hüfthöhe des Angreifers. Dies blockiert seine Vorwärtsbewegung, was diesen seitlich-rückwärts über die Hüfte des Aikidōkas wirft.
Entsteht keine direkte Körperberührung bei der Eingangsbewegung, tritt die Wirkung der Technik dadurch ein, dass der zweite Arm des Aikidōkas den Angreifer unmittelbar im Gesicht, am Hals oder im Kopfbereich bedroht. Dies veranlasst den Angreifer meist reflexartig zum Abdrehen, was wiederum zum Wurf führt. Falls der Angreifer durch die Bedrohung ins Gesicht nicht zum reflexartigen Abwenden verleitet wird, kollidiert er mit der Innenseite des Arms des Aikidokas, und beide Körper laufen seitlich gegeneinander auf, was durch die Blockade auf Hüfthöhe auch zum Wurf führt. 
Variationen der Ausführung sind in allen Aikido-Stilen möglich, wobei jedoch die Prinzipien beibehalten werden.

## Referenzen und Belege
- A. Westbrook, O. Ratti: Aikido and the dynamic Sphere. Tuttle, Rutland VT u. a. 1996, ISBN 0-8048-0004-9.
- Enzyklopädie